# Maleficium

Maleficium est un mot latin signifiant « méfait » ou « malice ». Il est utilisé pour désigner la magie malveillante, dangereuse, nuisible ou « scélérate ». En général, ce terme s'applique à tout geste magique destiné à causer du tort à une personne ou à provoquer sa mort. Il peut aussi s'appliquer à tout geste destiné à détruire ou abîmer des objets. 
Ce terme apparaît dans différents textes historiques d'importance, dont le Formicarius  et le Malleus Maleficarum.
Les Templiers furent accusés de maleficium. Le procès de l'ordre du Temple a modifié la mentalité populaire européenne à propos du maleficium et de la sorcellerie, ce qui a facilité la grande chasse aux sorcières en Europe.

### Traductions de
1. ↑  (en) « wrongdoing »
2. ↑  (en) « mischief »
3. ↑  (en) « evildoing »